# Júlio Dantas
Júlio Dantas (ur. 19 maja 1876 w Lagos, zm. 25 maja 1962 w Lizbonie) – portugalski pisarz.
Wielokrotnie był przewodniczącym Lizbońskiej Akademii Nauk. Uprawiał różne gatunki literackie. Jest autorem popularnych komedii – A ceia dos cardeais (1902) i Um Serão nas Laranjeiras (1904), a także poezji miłosnych np. Nada (1896). Pisał również eseje i kroniki.